# Евангелие
Ева̀нгелие (от старогръцки: εὐαγγέλιον – „блага вест“) или Благовестие, е името на четири библейски книги от Новия завет. В евангелията се съдържат разкази за живота и учението на Иисус Христос – неговото раждане, земен живот, дейност, кръстна смърт, Възкресението и Възнесението му. В по-широк смисъл на думата под Евангелие се разбира и целият Нов Завет.
Времето на съставянето на евангелията се отнася към втората половина на 1 век след Христа. Авторството им е спорно, като традиционно се приписва на апостолите Матей, Марк, Лука и Йоан, известни и като „четиримата евангелисти“. Четирите евангелия се допълват взаимно и разясняват житието на Иисус Христос. Първите три са наречени „синоптични“, т.е. епизодите от живота на Спасителя до кръстната му смърт са написани в същата последователност (макар и с някои прескачания), докато евангелието на Йоан е напълно различно произведение в стилово отношение. (напр. в него отсъстват почти напълно образът на Йоан Кръстител и голяма част от притчите на Исус.)
Освен четирите канонични евангелия съществуват и около петдесет апокрифни евангелия, които не са включени в църковния канон .Такива са например Евангелието на Филип (в което пише, че Исус не е роден непорочно, а също и че Мария Магдалена му е била съпруга), евангелието на Юда Искариотски, евангилието на Мария Магдалена и пр.  Някои апокрифни евангилия като Евангилието на Тома се развиват и през X-XIV в. са обработени от гръцки автори.. През IX век евангелията са преведени от гръцки на старобългарски език. Най-старите запазени старобългарски преписи са Зографското евангелие и Мариинското евангелие.
От периода на втория разцвет на българската книжнина през XIV век следва да се споменат богато илюстрованото с цветни миниатюри Четвероевангелие на цар Иван Александър и Видинско евангелие.
В преносен смисъл думата „евангелие“ се употребява като съчинение, което съдържа основните положения на някакво учение или като нещо, в което може да се вярва, което се приема за безспорна истина или като основен, най-висши смисъл.

## Канонични евангелия
- Евангелие от Матей
- Евангелие от Марк
- Евангелие от Лука
- Евангелие от Йоан

## Апокрифни евангелия
- Евангелие от първоапостол Филип (оспорва се непорочното зачатие на Исус; пише че Мария Магдалена му била съпруга)
- Евангелие от Мария Магдалена
- Евангелие от Юда Искариотски  (оспорва ролята му на предател на Исус. Представя нещата в контрапункт - именно Исус пожелава да бъде предаден, за да се изпълни мисията Му на изкупител)
- Никодимово евангелие (евангелие от Никодим)  Архив на оригинала от 2007-09-30 в Wayback Machine.
- Евангелие от първопостол Тома  Архив на оригинала от 2006-10-27 в Wayback Machine. (запазени отделни фрагменти)
- „Евангелие от египтяните
- Евангелие от евреите
- Евангелие от евионитите
- Евангелие на Ева
- Евангелие от Варнава
- Евангелие от Петър (авторството на Петър е спорно)[1]
- Тайно евангелие от Марко
- Протоевангелие на Яков
- Евангелие от Лъжематей
- История на дърводелеца Йосиф

## Любопитни факти
Илюстрованият ръкопис от Келс от IX век съдържа четирите канонични евангелия и е свидетелство за средновековния живот в Ирландия. В периода между XI и XII век, празни участъци между неговите страници са използвани за документиране на сделки със земя в и около селището Келс. Днес това би било разглеждано като вандализъм, но по онова време доказателството за собственост върху земята е подчертано, ако е записано на стари ръкописи или свитъци. Вероятно свещеният характер на книгата също е помагал за укрепването на правната връзка.